# Босо (полуостров)
Босо (яп. 房総半島 бо:со:-ханто:) — полуостров на острове Хонсю, Япония. Расположен на юго-востоке области Канто. На территории полуострова находится большая часть префектуры Тиба. На западе полуостров омывают Токийский залив и пролив Урага, на западе — Тихий океан, он отделяет Токийский залив от Тихого океана. Его длина (север-юг) составляет 130 км, ширина — 106 км, площадь — 51192 км².
Самой высокой точкой острова является гора Атаго с высотой в 408,2 метра. На северо-западе полуострова находится город Тиба, который является частью крупной промышленной зоны Кэйё. Город Кисарадзу на полуострове префектуры Тиба связан с городом Кавасаки префектуры Канагава 14-километровым мостом-тоннелем Tokyo Bay Aqua-Line. На северо-востоке полуострова располагается национальный парк Суйго-Цукуба.

## Название
Полуостров получил название по элементам кандзи исторических провинций располагавшихся на полуострове: Ава (安房), Кадзуса (上総) и Симоса (下総).